# Grive de Gurney
Geokichla gurneyi
Espèce
Synonymes
- Zoothera gurneyi (protonyme)

Statut de conservation UICN

 LC  : Préoccupation mineure
La Grive de Gurney (Geokichla gurneyi) est une espèce de passereaux de la famille des Turdidae.
Elle porte le nom du banquier et ornithologue John Henry Gurney (1819-1890).

## Répartition et habitat
Elle peuple notamment l'afromontane sud-est africain, à travers les forêts tropicales et subtropicales de haute altitude.

## Sous-espèces
Selon la classification de référence du Congrès ornithologique international (15.1, 2025) elle se répartit en cinq sous-espèces :
- Z. g. chuka Someren, 1931 — monts Kenya et Kikuyu ;
- Z. g. raineyi Mearns, 1913 — monts Taita et Chyulu ;
- Z. g. otomitra Reichenow, 1904 — Morro do Môco, sud-est de la RDC, Tanzanie et Mozambique ;
- Z. g. gurneyi (Hartlaub, 1864) — est de l'Afrique du Sud ;
- Z. g. disruptans (Clancey, 1955) — du Malawi au nord-est de l'Afrique du Sud.